# Michel Willem
Michel Willem (né le 21 avril 1953 à Ixelles (Bruxelles),) est un mathématicien belge.

## Biographie
Michel Willem obtient un doctorat en 1979 à l’UCLouvain avec une thèse Opérateurs maximaux monotones et problèmes aux limites non linéaires dirigée par Jean Mawhin. En 1980-1981, il est professeur associé à l’Université de Besançon, avant de revenir au département de mathématique de l’Université catholique de Louvain successivement comme premier assistant (1981), chargé de cours (1985), professeur (1993) et professeur ordinaire (1999). Il y est professeur émérite depuis 2018.  
Ses travaux scientifiques portent sur les méthodes topologiques et variationnelles en analyse des équations différentielles ordinaires et équations aux dérivées partielles ainsi que sur l’histoire des mathématiques. Il a notamment obtenu en 1984 avec Jean Mawhin l’existence d’une seconde solution pour le problème du pendule forcé. Il a démontré en 2002 avec Didier Smets et Jiabao Su, la brisure de symétrie pour l’équation de Hénon pour les systèmes stellaires en rotation.  
Il a collaboré notamment avec Jean Mawhin et Haïm Brezis.  
Il est élu en 2005 à l'Académie royale de Belgique (Classe des Sciences). Il est directeur de la classe des sciences et président de l’Académie royale de Belgique en 2023 et 2024. 

## Prix
- Prix Agathon de Potter de l'Académie royale des sciences, des lettres et des beaux-arts de Belgique (1991)

## Écrits
- avec Jean Mawhin Critical point theory and hamiltonian systems, Springer Verlag 1989
- Analyse harmonique réelle, Hermann, Paris, 1995
- Minimax theorems, Birkhäuser Boston 1996
- Principes d'analyse fonctionnelle, Cassini, Paris,  2007
- Functional analysis. Fundamentals and applications, Birkhäuser/Springer, New York, 2013
- Les diagonales de l'infini, Académie royale de Belgique, 2019